# Baguley

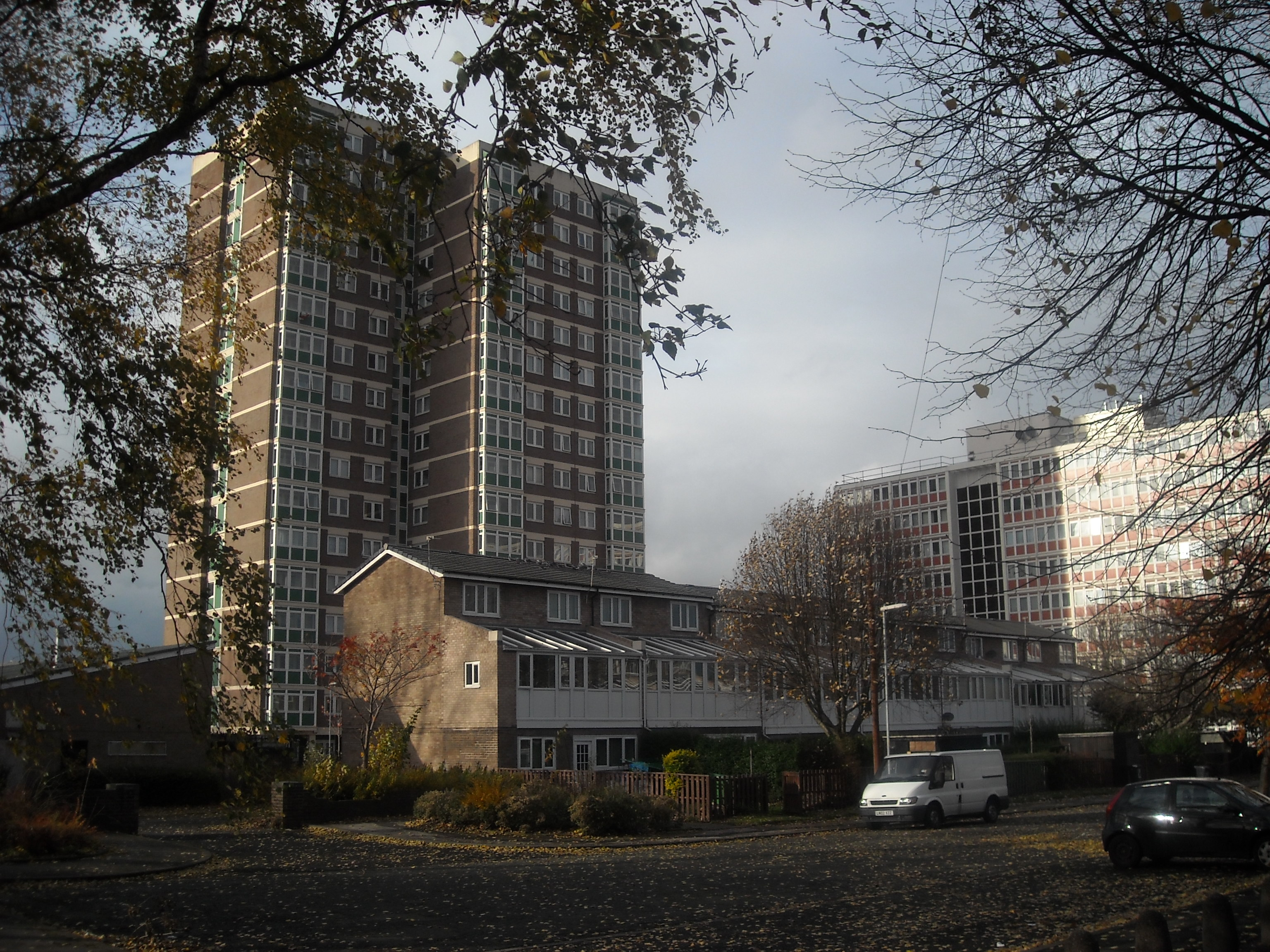
Logements sociaux à Baguley.

Baguley est une localité de Wythenshawe, dans le Grand Manchester, en Angleterre, et également un district de Manchester.